# 西阳泽镇
西阳泽镇，是中华人民共和国河北省石家庄市赞皇县下辖的一个镇，原名西阳泽乡，2023年2月22日撤乡设镇。

## 行政区划
西阳泽镇下辖以下地区：
东阳泽村、西阳泽村、石碑村、营儿村、南赵峪村、北赵峪村、任家洞村、大河道村、南平旺村、北平旺村、柳子沟村、尹庄村、牛山沟村、位昌村、武昌村、吕庄村、严华寺村、孟家庄村、梁家湾村、陡岭村和西郭家庄村。